# شوكية الردف
شوكية الردف (الاسم العلمي:†Echinopyge) هي جنس منقرض من ثلاثيات الفصوص يتبع فصيلة الأكاستيات من رتبة نظيرات عدسيات العيون.